# 露の都
露の 都（つゆの みやこ、1956年1月21日 - ）は、大阪府堺市出身の落語家。露の都事務所（自らの個人事務所）所属。本名は小山 眞理子。出囃子は『都囃子』。
枕で話す身の回りに起こった出来事や女性目線のテーマを生かした噺は「みやこ噺」と呼ばれている。

## 人物
子供の頃は笑福亭仁鶴のファンで毎日放送の『素人名人会』に出演し好評価を得る、その日の放送の審査員が3代目桂米朝ではなく2代目露乃五郎（のちの2代目露の五郎兵衛）だった。住吉学園高等学校卒業後、入門を何度か断られるも1974年3月に2代目露乃五郎に入門。1975年京都花月で初舞台。現役の中では、東西落語界で最年長の女性落語家である。
特技は「南京玉すだれ」「ご祝儀舞」。
1991年に史上初の「東西女流落語会」を主宰し、以後毎年東京と大阪で開催している。2001年8月からは「露の都の古典落語百選」を大阪府東大阪市の東大阪市青少年女性センターで毎月1 - 3回行い、2005年10月13日開催の119回目（会場：ワッハ上方・ワッハホール）で百選目（演目：ねずみ穴）を達成して終了した。
この落語会が縁となって、現在は東大阪市立消費生活センターホームページのイメージキャラクターを担当している。
また、2004年12月には上方落語協会女子部（上方笑女隊）の初代部長に就任した。2010年第65回芸術祭賞優秀賞受賞。
一方、私生活では、結婚、2児の出産、離婚、そして4児をもつ男性との再婚で、6人の子を持つ母親であり、これらの体験や現役最年長の女流落語家として男女共同参画社会への提言などに関する講演活動を精力的に行っている。

## 弟子
- 露の雅 - 2017年1月死去
- 露の眞
- 露の紫
- 露の瑞 - 桂雀々門下から移籍
- 露の棗
- 露の陽
- 露の陽照
- 露の庚 - 甘楽改メ

### 廃業
- 露の楓
- 露の湊都

## 出演
- Let's天才てれびくん（よしばっば）